# Жупанија Телеорман
Телеорман (рум. Judeţul Teleorman) је округ у републици Румунији, у њеном јужном делу. Управно средиште округа је град Александрија, а битни градови су и Рошиори де Веде, Турну Магуреле, Зимнича и Виделе.

## Положај
Округ Телеорман је погранични округ у ка Бугарској ка југу. Са других стана окружују га следећи окрузи:
- ка северу: Арђеш
- ка североистоку: Дамбовица
- ка истоку: Ђурђу
- ка западу: Олт

## Природни услови
Округ Телеорман је у Влашкој и то готово цео у њеној ужој покрајини Мунтенији. Округ обухвата приобаље Дунава на његовој најјужнијој тачки у Влашкој низији. У крајњем југозападном делу округа налази се ушће реке Олт у Дунав, где се мали део територије простире западно од Олта (општина Ислаз) и припада покрајини Олтенија. Округ има потпуно равничарски карактер.

## Становништво
| 1948.   | 1956.   | 1966.   | 1977.   | 1992.   | 2002.   | 2011.   | 2021.   |
| ------- | ------- | ------- | ------- | ------- | ------- | ------- | ------- |
| 487.394 | 510.488 | 516.222 | 518.943 | 483.840 | 436.025 | 380.123 | 323.544 |

Према попису из 2021. године, округ Телеорман је имао 323.544 становника што је за 56.579 мање (-14,88%) у односу на 2011. када је на попису било 380.123 становника. Према броју становника налази се на 29. месту од 41 румунског округа (на 30. месту рачунајући и Букурешт).
Телеорман је округ са већински румунским становништвом који чине 87,35% становништва, а од етничких мањина издвајају се Роми са 2,92%.
| Етнички састав према попису из 2021.‍ | Етнички састав према попису из 2021.‍ | Етнички састав према попису из 2021.‍ | Етнички састав према попису из 2021.‍ | Етнички састав према попису из 2021.‍ |
| ------------------------------------ | ------------------------------------ | ------------------------------------ | ------------------------------------ | ------------------------------------ |
|                                      |                                      |                                      |                                      |                                      |
| Румуни                               | Румуни                               |                                      | 282.613                              | 87,35%                               |
| Роми                                 | Роми                                 |                                      | 9.457                                | 2,92%                                |
| Остали                               | Остали                               |                                      | 226                                  | 0,07%                                |
| Непознато                            | Непознато                            |                                      | 31.248                               | 9,66%                                |